# Kyle Kuric
Kyle Matthew Kuric (Evansville (Indiana), 25 de agosto de 1989) é um basquetebolista profissional estadunidense, com ascendência  eslovaca, que atualmente joga no FC Barcelona Lassa. O atleta possui 1,93m e pesa 88kg, atuando na posição armador e ala-armador. 

## Ligações Externas
- Kyle Kuric no X